# Саво Станојевић
Саво Станојевић (Мокра Њива, код Никшића, 11. јануар 1916 — новембар 1994) био је учесник Народноослободилачке борбе и народни херој Југославије. Један је од укупно двојице лица која су лишена звања народног хероја.

## Биографија
Рођен је 11. јануара 1916. године у селу Мокра Њива, код Никшића.
Био је подофицир Југословенске војске.
Учесник је Народноослободилачке борбе од 1941. године. У чланство Комунистичке партије Југославије (КПЈ) примљен је 1941. године.
Од јуна 1942. године налазио се у Петој пролетерској црногорској ударној бригади, где се најпре налазио на дужности команданта Трећег батаљона, а крајем рата и заменика команданта бригаде. Септембра 1944. године унапређен је у чин мајора НОВЈ.
Након рата је наставио војну каријеру у Југословенској народној армији (ЈНА). Почетком 1950-их година био ухапшен јер се изјаснио за Резолуцију Информбироа и у затвору Голи оток је провео седам и по година.
Умро је новембра 1994. године.
Орденом народног хероја био је одликован, међу првим борцима и руководиоцима НОВ и ПОЈ, још у току Народноослободилачког рата, 6. децембра 1944. године. Такође, био је и носилац Партизанске споменице 1941. и других југословенских одликовања, али је њих лишен одлуком Суда 1952. године.
Маја 1945. године, након завршетка рата, Станојевић је био један од укупно 15 живих припадника НОВ и ПОЈ, који су одликовани Орденом народног хероја. Такође, један је од двојице, уз Милована Ђиласа, којима је ово високо одликовање за храброст одузето.